# György Gedó

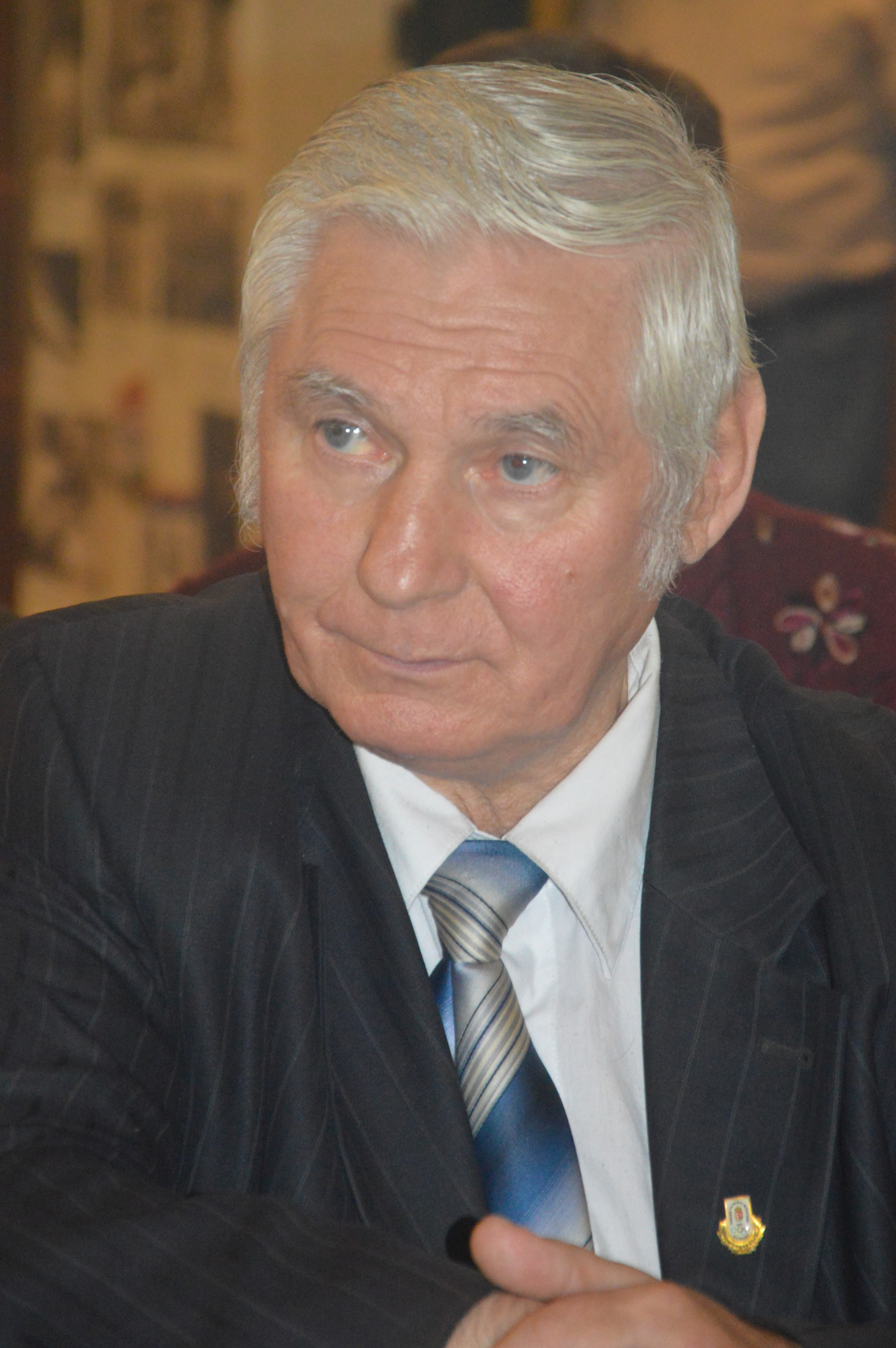
Gedó György ökölvívó

György Gedó (nació el 23 de abril de 1949) es un boxeador húngaro.
Gedó nació en Újpest, Budapest, Hungría. Ganó la Medalla de oro en la categoría peso minimosca (– 48 kg) en la disciplina de boxeo en los Juegos Olímpicos de Múnich 1972.  En la final venció a Kim U-Gil de Corea del Norte a los puntos (5-0). 
Compitió por cuarta vez en los Juegos olímpicos por su país, iniciando en 1968.
Gedó ganó dos Medallas de oro en el Campeonato Europeo de Boxeo Aficionado en 1969 en Bucarest y en 1971 del mismo campeonato, en Madrid y una Medalla de bronce en 1975 en Katowice, todas en la categoría de Peso minimosca.

## Resultados olímpicos
1968 (en Peso minimosca)
- Perdió con Joseph Donovan (Australia) TKO 2

1972 (en Peso minimosca)
- Venció a Sripirom Surapong (Tailandia) TKO 3

- Venció a Dennis Talbot (Australia) 5–0

- Venció a Vladimir Ivanov (Unión Soviética) 3–2

- Venció a Ralph Evans (Gran Bretaña) 5–0

- Venció a Kim U-Gil (Corea del Norte) 5–0

1976 (en Peso minimosca)
- Venció a Saeid Bashiri (Irán) KO 2

- Venció a Serdamba Batsuk (Mongolia) 5–0

- Perdió con Payao Poontarat (Tailandia) 1–4

1980 (en Peso minimosca)
- 1st round bye

- Venció a Charles Lubulwa (Uganda) RSC 1

- Perdió con Hipólito Ramos (Cuba) 0–5